# Pretor
Pretor (latinsko praetor [iz latinskega praeitor, praeire - hoditi], tisti ki hodi spredaj) je bil v naslov visokih rimskih funkcionarjev, praviloma poveljnikov armade  na terenu in manj pogosto preden se je vojska zbrala, in izvoljenih magistratov, ki so imeli v različnih obdobjih rimske zgodovine različne zadolžitve. 
Magistraturo in preturo (pretorstvo) najbolje opisujejo izrazi praetoria potestas (pretorska moč), pretorium imperium (pretorska oblast) in pretorium ius (pretorsko pravo), pravni precedensi, ki so jih ustverili praetores  (pretorji). 
Pretura je bila kraj, od koder je pretor izvrševal svojo oblast. Pretura je bila bodisi glavni šab njegove vojske, bodisi sodišče njegovega sodnega okrožja ali mestna hiša, sedež guvernerja province.

## Zgodovina naslova
Klasični avtorji ne opisujejo okoliščin, ki bi privedle do nastanka naslova pretor. Cicero, državnik pozne Rimske republike, državni tožilec in filozof  je že uporabljal naslov pretor. 
Predpona prae (pred) kaže, da je bil nosilec naslova v družbi na nek način pred drugimi. Livij omenja, da sta Latince v vojnem času vodila dva, Samnite pa en diktator. Diktatorje so imenovali praetor maximus. 
Praetoria potestas (pretorska moč) sta v republikanskem Rimu sprva imela konzula, ki so ju izvolili vsako leto. Konzula sta nasledila moč, ki so je pred tem imeli rimski kralji. Prvi pretor je bil zelo verjetno sam kralj. Najboljša razpoložljiva razlaga pretorske moči je v Cicerovi razpravi De legibus (Zakoni), v kateri predlaga idealne zakone na osnovah rimske ustavne teorije:
Regio imperio duo sunto, iique praeeundo iudicando consulendo praetores iudices consules appellamino. Militiae summum ius habento, ...
(V državi) naj bosta dva s kraljevo avtoriteto in naj se imenujeta pretorja. Pred odločanjem naj se posvetujeta s sodniki in konzuli. Pretorja naj imata pravico do vrhovnega poveljevanja rimski vojski…
Za etimologijo besede pretor je Cicero domneval, da vsebuje enake osnovne dele kot glagol  praeire (praeio: "hoditi spredaj, biti pred kom, voditi pot").
Livij razlaga, da je bila leta 366 pr. n. št. ustanovljena praetura, iz katere so konzuli opravljali svoje sodniške obveznosti. Prvi mož, ki je bil izvoljen v preturo, je bil patricij Spurij Furij, sin vojaka in državnika Marka Furija Kamila, kot nadomestilo za izvolitev plebejskega voditelja Lucija Sekstija za enega od konzulov za tisto leto. Na izid volitev je v veliki meri vplivala strankarska politika. 
Pretor v sodobnem smislu je bil vrhovni sodnik, vendar je bil več kot to.  Konzuli so bili njim enaki, ker jih je za isto leto izvolilno telo in so isti dan prisegel z isto prisego kot oni (konzule in pretorje je volila Comitia centuriata). Do leta 337 pr. n. št. so magistrate izbirali samo med patriciji, potem pa so zanje lahko kandidirali tudi plebejci. Eden prvih plebejcev, ki je bil izvoljen na to funkcijo, je bil Kvint Publij Filo.
Po letu 337 pr. n. št. so bili pretorji bolj pogosti, sprva kot generali in sodniki, kasneje tudi kot guvernerji provinc. V pozni Rimski republiki je bivši pretor lahko služboval kot propretor ("namesto pretorja"), guverner ene od rimskih provinc.

## Pretura
Izvoljeni pretor je postal magistratus curulis  in eden od treh najvišjin magistratov (magistratus majores) v republiki. Imel je pravico sedeti na kurulskem sedežu (sella curulis) in nositi togo praetexta. V javnosti ga je spremljalo šest liktorjev. Pravico veta na njegove odločitve so imeli samo konzuli, po rangu višji od njega.
Moč (potestas) in oblast (imperium) konzulov in pretorjev v Rimski republiki ni bila pretirano velika. Niti eni niti drugi niso smeli neodvisno presojati in odločati v imenu države. Opravljali so samo naloge na najvišji državni ravni, dobljene z neposrednim odlokom senata.
Naloge konzulov ali pretorjev podrobno opisuje Livij. Kot magistrati so morali opravljati predvsem stalne naloge, zlasti verske narave. Konzulu in pretorju so lahko kadarkoli odvzeli naloge, predvsem vojaške, ki so jih opravljali kot vodje delovnih skupin. Livij omenja, da je med njihove naloge spadalo poveljevanje vojaškim enotam tako proti zunanjim kot proti notranjim sovražnikom, preiskovanje  morebitnih subverzij, zbiranje vojaških enot, opravljanje posebnih žrtvovanj, razdeljevanje nepričakovanega denarja, imenovanje komisarjev in celo iztrebljanje kobilic. 
Eno od načel, povezano s pretorji, je bilo, da njihove naloge ne smejo spadati med "malenkosti" (ninima), ampak med pomembne naloge (maxima). To načelo rimskega prava je postalo načelo kasnejšega evropskega prava. Izraz Non curat minima praetor pomeni, da za podrobnosti ni potrebno sprejemati zakonov in se jih lahko prepusti sodiščem.

## Pretorji in njihove naloge

### Republika
Leta 246 pr. n. št. je senat ustanovil še eno preturo. Razloga za to sta bila dva: razbremeniti pravosodje in republiki dati magistrata s pooblastili za zbiranje vojsko, ko sta oba aktualna konzula na oddaljenih bojiščih.

#### Praetor peregrinus
Po koncu prve punske vojne so v republiki uvedli četrtega magistrata, "pretorja, ki deli pravičnost med tujci" (prraetor qui inter peregrinos ius dicit). V cesarstvu so ga preimenovali v praetor inter cives et peregrinos (dobesedno pretor med državljani in tujci), ker je presojal v sporih med rimskimi državljani in nedržavljani. Do 3. stoletja je Rimsko cesarstvo s priključevanjem tujih ozemelj dobilo veliko tujcev in zato potrebovalo državnega uradnika, ki bi se ukvarjal samo z njimi. T. Corey Brennan v svoji študiji pretorstva trdi, da je bil med vojaško krizo v 240. letih ustanovljen še en pretorski položaj za poveljevanje in deželno upravo inter peregrinos (med tujci). Med hanibalskimi vojnami je bil praetor peregrinus pogosto na posebnih misijah in zato odsoten iz Rima. Mesto in sodstvo je med njegovo odsotnostjo  upravljal mestni pretor (praetor urbanus).

#### Praetor urbanus
Mestni pretor (praetor urbanus) je predsedoval v civilnih zadevah med rimskimi državljani. Senat je zahteval, da je vsaj eden od najvišjih uradnikov ves čas v Rimu, in ta dolžnost je pripadla mestnemu pretorju. Mestni pretor  je bil v odsotnosti konzulov  najvišji pretor v mestu s pooblastili za sklic senata in organiziranje obrambe mesta v primeru napada. Iz mesta je lahko odšel za največ deset dni naenkrat.  Nadziral je Apolonove  igre (Ludi Apollinares), bil  glavni magistrat za administracijo v sodstvu in objavljal svoje odloke, ni pa mogel spreminjati zakonov. Odloki mestnih pretorjev so oblikovali korpus precedensov, ki so v veliki meri pripomogli k razvoju in izboljšanju rimskega prava.

#### Dodatni pretorji
Širitev rimske oblasti nad druge dežele je zahtevala dodatne pretorje. Dva sta bila ustanovljena leta 227 pr. n. št. za upravljanje Sicilije in Sardinije. Še dva sta bila ustanovljena leta 197 pr. n. št., ko sta bili v Hispaniji (Iberski polotok) ustanovljeni novi provinci. Diktator Lucij Kornelij Sula je v okviru svojih ustavnih reform upravljanje provinc prenesel na nekdanje konzule in pretorje, hkrati pa je število vsako leto izvoljenih pretorjev povečal na osem. Julij Cezar je njihovo število poveča na deset, nato na štirinajst in nazadnje na šestnajst.

### Cesarstvo
Avgust (vladal 27 pr. n. št.–14 n. št.) je uvedel spremembe, s katerimi je pretorja s položaja magistrata degradiral na položaj državnega uradnika. Senat je spremenil v volilno telo in instrument, ki je potrjeval cesarjeve odločitve. Ustanovitev principata se v poenostavljenem smislu lahko razume kot obnova monarhije pod drugim imenom. Cesar je torej dobil oblast, ki jo je nekoč imel kralj, in za njeno izvajanje uporabljal aparat republike. Cesar je na primer predsedoval najvišjemu pritožbenemu sodišču.
Potreba po administratorjih/pretorjih je ostala enako akutna. Avgust je po več spremembah njihovo število določil na dvanajst. Pod Tiberijem (vladal  14. n. št.–37 n. št.) jih je bilo šestnajst. Njihove zadolžitve so se razširile na zadeve, ki so v republiki veljale za malenkosti (minima). Klavdij (vladal 41–54) je imenoval dva pretorja za fidejkomis (iz latinskega  fidei commissum, izročeno v varstvo), podedovano imetje, ki ga je moral dedič  po določenem času prepustiti tretji osebi. Tit Flavij (vladal 79–81) je enega od njiju ukinil, Nerva (vladal  96–98) pa je uvedel pretorja za urejanje zadev med državno zakladnico (fiscus) in posamezniki. Mark Avrelij (vladal 161–180) je uvedel pretorja za zadeve, povezane s skrbništvom (tutela).

## Pretorji kot sodniki
Rimski sodni procesi so v grobem spadali v dve kategoriji: civilno pravno in kriminalno. Vloga pretorja v obeh je bila naslednja.

### Civilno pravne tožbe
V civilnopravni tožbi je pretor lahko bodisi izdal prepoved (interdictum), ki je prepovedala določene okoliščine, bodisi imenoval sodnika (iudex). Za proces, ki ga je vodil pretor, bi se v tehničnem smislu lahko reklo, da je potekal in iure.
Na tej stopnji bi pretor vzpostavil formulo, ki bi usmerjala sodnika (iudex), da določi pravno sredstvo, če ugotovi, da so nekatere okoliščine izpolnjene. Na primer: "Iudex naj bo oseba X. Če se bo sodniku zdelo, da bi moral obtoženec tožniku plačati 10.000 sestercev, naj obsodi obtoženca, da tožniku plača 10.000 sestercij. Če se mu to ne bo zdelo, naj ga sodnik obtoženca oprosti". Zadevo je s tem predal sodniku in proces je od tu dalje potekal pred sodnikom (apud iudicem). Odločitev sodnika je bila  zavezujoča. V Dioklecijanovem času je ta dvostopenjski postopek v veliki meri izginil. Pretor bi bodisi osebno izpeljal celoten  postopek bodisi imenoval delegata (iudex pedaneus), ki bi ga izpeljal namesto njega. Formulo je nadomestil neformalni zagovor pred sodiščem.
V času Rimske republike naj bi mestni pretor izdal letni edikt, običajno  po nasvetu pravnikov, ker sam ni bil vedno izobražen pravnik,  v katerem so bile določene okoliščine, v katerih bi odobril pravna sredstva. Pravne določbe, ki so izhajale iz pretorjevega edikta, so bile znane kot ius honorarium (častni zakon). Pretor teoretično ni mogel spremeniti zakona, v praksi pa je edikt spreminjal pravice in dolžnosti posameznikov in je bil dejansko zakonodajni dokument. Med  Hadrijanovim vladanjem (117-138) so določila edikta postala trajna, s čimer je bila pretorjeva zakonodajna vloga ukinjena.

### Quaestiones perpetuae
Pretorji so predsedovali tudi procesom  za kriminalna dejanja (quaestiones perpetuae). Sodišča za kriminalna dejanja so bila stalna (perpetuum). Pretor je v teh procesih imenoval sodnike, ki so o krivdi ali nedolžnosti glasovali kot porotniki. Sodba je bila oprostilna ali obsodilna. Obsodilna kazen je bila običajno smrtna, včasih tudi kakšna druga  stroga kazen. 
V pozni republiki so v pristojnost pretorja spadala naslednja  "kriminalna dejanja proti družbi": 
- izsiljevanje (repetundae)
- politična korupcija (ambitus)
- izdaja (majestas)
- špekulu+iranje z javnim denarjem (peculatus)
- ponarejevanje (falsum)
- atentat (de sicariis et veneficis)
- očetomor (de patricidis)

Zadnja tri je dodal diktator Sula v zgodnjem 1. stoletju pr. n. št.

## Delovanje na sodišču in izven njega
Pretor je med sojenjem na sodišču sedel na kurulskem stolu (sella curulis), Stol je stal v delu sodišča, rezerviranem za pretorja in njegove spremljevalce ter prijatelje, in se je razlikoval od sedežev sodnikov in drugih prisotnih. Na sodišču je pretor deloval ex plano ali e aequo loco (dobesedno na tleh ali z dvignjenega  mesta). Svoje dolžnosti je lahko na enak način (e plano ali ex aequo loco)  opravljal tudi izven sodišča, na primer na poti v kopališle ali gledališče. 

## Pozno rimsko obdobje
Do leta 395 n. št. so se pristojnosti pretorjev zmanjšale na zgolj občinsko raven. Njihova edina dolžnost je bila upravljanje porabe denarja za igre in javna dela. Zaradi propadanja tudi drugih tradicionalnih rimskih ustanov, kot je bil na primer tribun, je pretorstvo ostalo pomemben položaj, preko katerega so aristokrati lahko dostopali do zahodnega ali vzhodnega senata. Pretorstvo je bilo drag položaj, saj so od pretorjev pričakovali, da bodo sami  financirali občinske potrebe.

## Bizantinsko cesarstvo
Tako kot mnoge druge rimske ustanove je pretor (grško πραίτωρ, praitōr) obstajal tudi  v Vzhodnem rimskem (Bizantinskem) cesarstvu.
Cesar Justinijan I. (vladal 527–565) je leta 535 začel veliko upravno reformo, ki je vključevala ponovno združitev civilne in vojaške oblasti v rokah guvernerja v nekaterih provincah in ukinitev diocez. Diocezo Trakijo je že konec 5. stoletja ukinil Anastazij I. Dikor, njen vikar pa je postal novi pretor Justinijan Tračanski z oblastjo nad vsemi nekdanjimi tračanskimi provincami, razen Spodnje Mezije in Male Skitije. Slednji sta postali del quaesturae exercitus, upravnega okrožja s sedežem v Odessusu, sedanji Varni. Podobno so guvernerji Pizidije in Likaonije ter Paflagonije, razširjene z združitvijo s Honorijo, postali Justinijanovi pretorji in dobili status vir spectabilis (čudovit). Konstantinopelski praefectus vigilum, dotlej odgovoren za varnost, je postal  pretor populi (grško  πραίτωρ [τῶν] δήμων, praitōr [tōn] dēmōn, ljudski pretor), z obsežnimi policijskimi pooblastili.
V zgodnjem 9. stoletju je bil praitōr nižji državni uradnik v vojaški temi, podrejen poveljujočemu strategu. Civilni funkcionarji so postopoma dobili večjo oblast. V poznem 10. stoletju so pretorji (ali kritai, sodniki) postali načelniki civilne uprave teme. Delitev na civilno in vojaško sfero so v 12. stoletju pogosto opustili, če sta civilni pretor in vojaški dux delovala kot tandem. Po propadu cesarstva v četrti križarski vojni leta 1204 je sistem provincialne uprave razpadel.
Po mnenju Helene Ahrweiler je cesar Nikifor II. Fokas (vladal  963-969) v Konstantinoplu ponovno uvedel položaj pretorja kot visokega sodnika.  Položaj je bil morda enak položaju praitōr tou demōu iz obdobja Paleologov, katerega nosilci so potrjeni še leta 1355. Po podatkih v Knjigi državnih pložajev avtorja Psevdo-Kodina, napisani približno v tistem času, je bil praitōr tou demōu na 38. mestu v državni hiererhiji, umeščen med megas tzaousiosom  in logotetom, vendar ni imel nobene uradne funkcije. V njegovo dvorno opravo je spadal z zlatom izvezen klobuk iz brokata  (skiadion), svilena tunika (kabbadion) in ravna lesena palica (dikanikion).

## Moderna doba
V srednjem veku le rimski pretor postal srednjeveški latinski pretor. 
V Romuniji je bilo v obdobju med prvo in drugo svetovno vojno 71 okrajev, razdeljenih na različno število plăși (ednina plasă). Upravljali so jih pretorji, ki jih je imenoval prefekt. Trenutno je naslov živ samo še v Republiki Moldovi, kjer so pretorji načelniki petih okrožij Kišinjeva.
V Italiji je bil do leta 1998 pretor magistrat s posebnimi pooblastili, predvsem v civilni veji oblasti.
Italijansko govoreči švicarski kanton Ticino ima pretorje, ko so glavni okrožni sodniki in načelniki okrožnih sodišč (pretura).  Imenuje jih parlament kantona.